# Pierre Clostermann
Pierre Henri Clostermann, francoski častnik, vojaški pilot in letalski as * 28. februar 1921, Curitiba, Brazilija † 22. marec 2006, Montesquieu-des-Alberes, Francija.
Po kapitulaciji Francije leta 1940 se je pridružil RAFu in dosegel 33 zmag. Velik prijatelj francoskega pilota RAF-a Jacquesa Remlingerja, ki je po 2. SV ostal in živel v Angliji. Sprva je letal na Spitfireju, potem pa na Hawkerjevem lovcu Tempestu (uradna oznaka JF-E z imenom "Le Grand Charles" - mišljen je bil francoski general Charles de Gaulle).